# Laxfoss
Laxfoss (in lingua islandese: cascata del salmone) è una cascata alta 4 metri, situata nel comune di Borgarbyggð, nella regione del Vesturland, la parte occidentale dell'Islanda.

## Descrizione
La cascata Laxfoss è situata lungo il corso del fiume Norðurá, che ha una lunghezza di 62 km ed è considerato uno dei fiumi più ricchi di salmoni e trote dell'Islanda. Laxfoss è posta circa 2,5 km a sud della cascata Glanni e il fiume compie qui un salto di 4 metri in un ambiente di rocce basaltiche. Poco più a valle il Norðurá va a confluire nel Hvítá. Nelle vicinanze della cascata c'è un'ex fattoria che è stata abbandonata nel 1981. Gli edifici sono stati successivamente restaurati e oggi vengono utilizzati come residenza estiva.
La cascata è situata poco lontano da un campo di lava fuoriuscito 3600 anni fa dall'estinto vulcano Grábrók, posto nelle vicinanze.

## Accesso
Laxfoss è posizionata lungo la Hringvegur, la grande strada statale ad anello che contorna l'intera Islanda, a poca distanza da Borgarbyggð, nella regione del Vesturland. Circa 2,5 km a nord il fiume Norðurá forma anche la cascata Glanni, raggiungibile con una piccola deviazione dalla strada statale.